# Басаурі
Басаурі (баск. Basauri, ісп. Basauri) — муніципалітет в Іспанії, у складі автономної спільноти Країна Басків, у провінції Біская. Населення — 42 657 осіб (2009).
Муніципалітет розташований на відстані близько 320 км на північ від Мадрида, 4 км на південний схід від Більбао.
На території муніципалітету розташовані такі населені пункти: (дані про населення за 2009 рік)
- Арісгойті: 36206 осіб
- Елешальде: 4304 особи
- Урбі: 2147 осіб

## Демографія
Динаміка населення (INE ):

## Галерея зображень

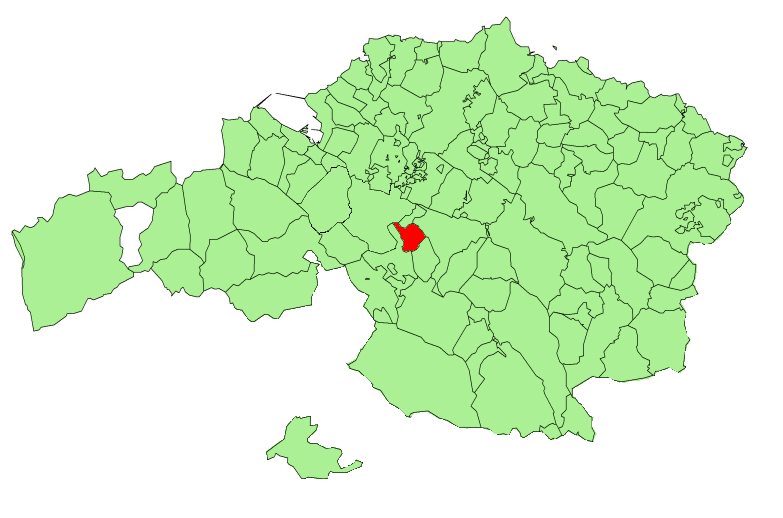
Розташування муніципалітету
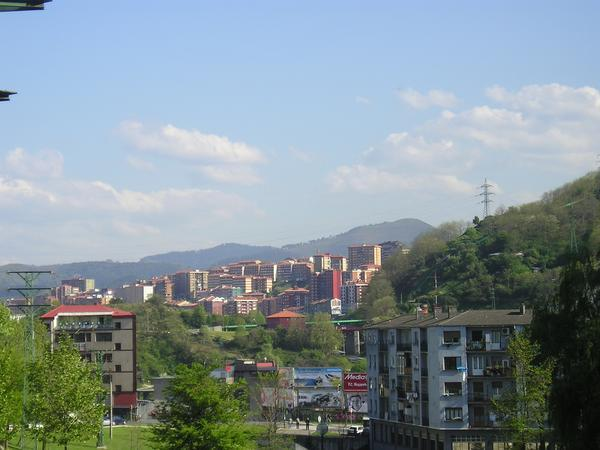
Басаурі